# Carrer de les Eres (Salàs de Pallars)
El Carrer de les Eres, Carrer dels Eres (en la parla local), és una via pública de Salàs de Pallars (Pallars Jussà) inclosa a l'Inventari del Patrimoni Arquitectònic de Catalunya.

## Descripció
El símbol més representatiu de Salàs ha estat, durant més de 600 anys, la Fira de Bestiar de Peu Rodó, que ha deixat la seva trama urbanística en forma d'eres porticades que durant els dies de Fira es convertien en espais públics similars a les places.
El carrer que neix sota la font del vall, just davant de l'antic safareig, és un carrer estret, amb eres a les dues bandes, que va néixer als afores del nucli històric, al llarg del camí que sortia cap a la Pobla de Segur. Les eres del carrer tenen una tipologia edificatòria singular per la seva quantitat com per la qualitat. L'era es formada per un pati interior porxat la majoria de vegades, un accés directe des del carrer fins al pati i construcció amb pedra coberta per teula.